# Katedrála Nejsvětějšího Srdce (Lomé)
Katedrála Nejsvětějšího Srdce (francouzsky Cathédrale du Sacré-Cœur de Lomé) je římskokatolický kostel v arcidiecézi Lomé, která je jedním ze sedmi katolických obvodů v Togu. Postavena byla během německé koloniální správy a nachází se v historickém centru tožského hlavního města Lomé.

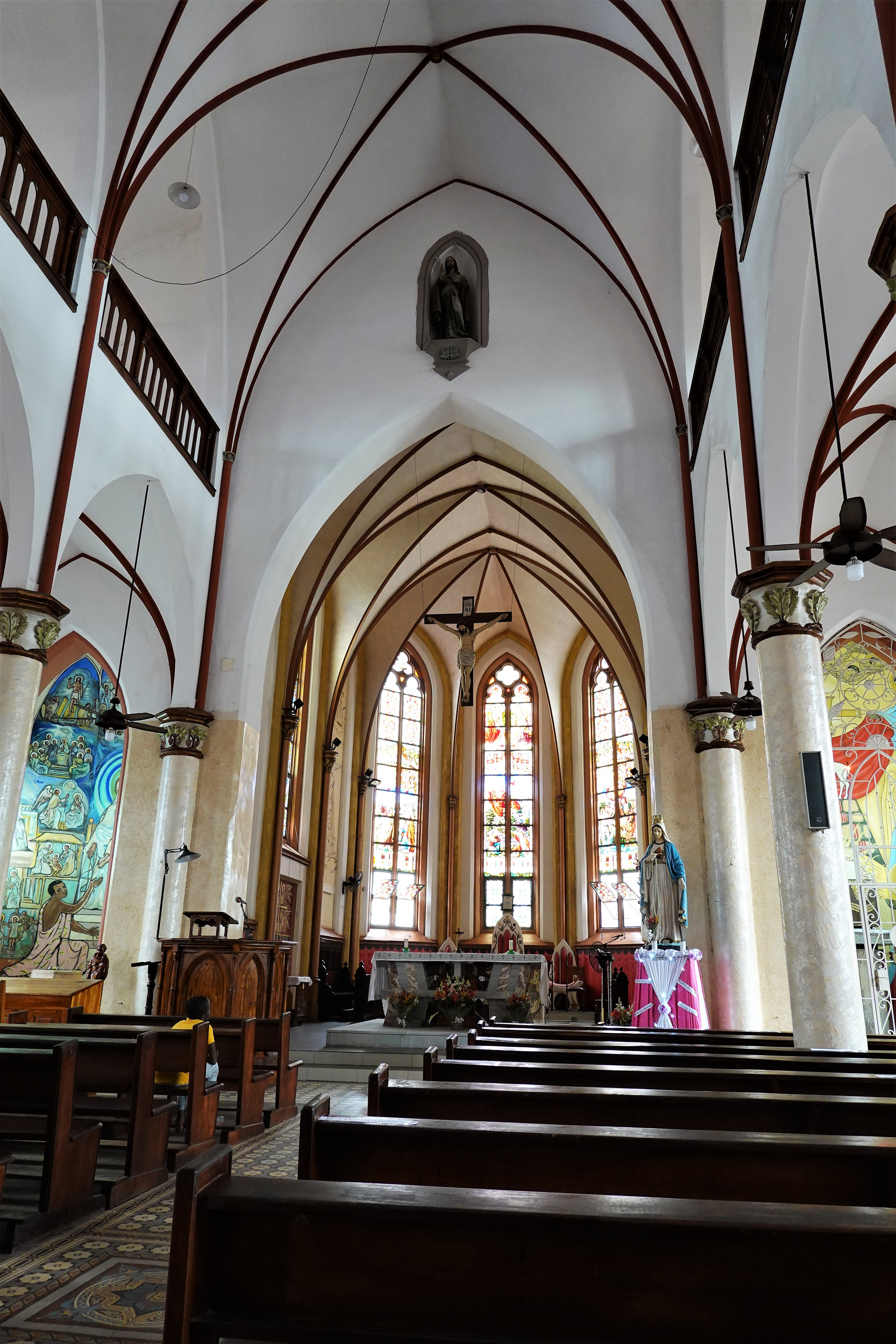
Interiér katedrály

## Historie
Město Lomé existovalo ještě předtím, než se tato oblast stala kolonií Německého císařství dne 5. září 1884. Katoličtí misionáři mužského řeholního institutu Společnosti Božího Slova se v Lomé usadili v roce 1892. Po roce jim byla povolena výstavba kaple, která se však pro rychle rozrůstající katolickou komunitu stala brzy příliš malou, proto byla podána žádost o stavbu kostela a v roce 1901 byla výstavba zahájena. Rozměry nového kostela byly následující: délka 43 m, šířka 15,5  m a výška 8 m. Nová katedrála byla vysvěcena apoštolským vikářem, biskupem Maxmiliánem Albertem z Cape Coast během slavnostního ceremoniálu dne 21. září 1902. Po první světové válce byli němečtí misionáři nahrazeni francouzskými misionáři.
Římskokatolická arcidiecéze Lomé byla založena 14. září 1955 a tento kostel byl určen za katedrální kostel této nové arcidiecéze. Dne 9. srpna 1985 zde odsloužil mši papež Jan Pavel II. Dne 2. ledna 2017 došlo v katedrále k rozsáhlému požáru.

## Architektura
Z architektonického hlediska je katedrála stavbou silně ovlivněnou evropskou gotickou architekturou, konkrétně kostelem v malém nizozemském městě Steyl, kde vznikla Společnost Božího Slova, z které pocházeli první němečtí katoličtí misionáři v Togu.
Baziliku tvoří hlavní loď se sedmi klenebními poli s křížovou klenbou a hlavní loď je ohraničena bočními loděmi. V roce 1914 byla postavena vysoká galerie, aby se zvýšila kapacita budovy. Hlavní loď od apsidy odděluje špičatý vítězný oblouk, osvětlený řadou velkých oken inspirovaných gotikou. Na druhé straně galerie u vchodu do budovy jsou varhany.
Fasáda je do značné míry inspirována severoevropskou gotickou architekturou, ačkoliv polychromie (okrové tóny na bílém podkladu) dává budově velmi osobitý styl.